# 位势论
位勢論（英語：Potential theory）是數學的一支，它可以定義為調和函數的研究。